# 紙相撲

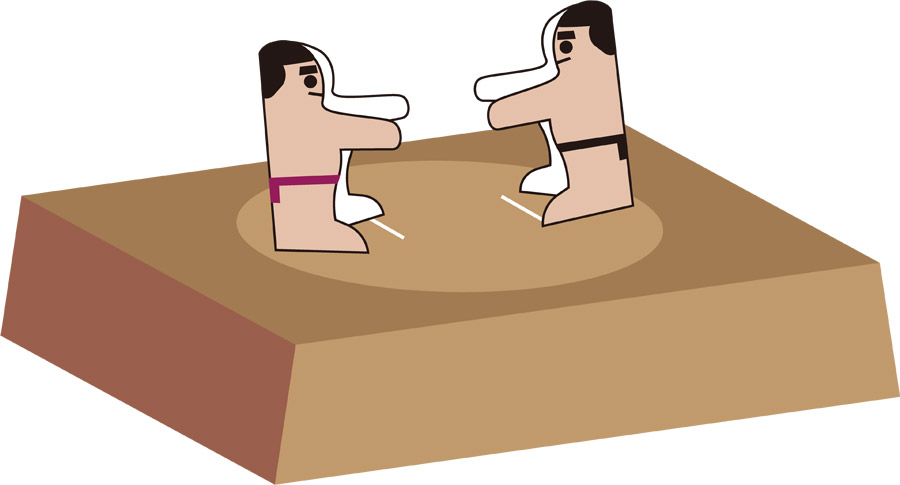
紙相撲のイラスト

紙相撲（かみずもう）は、力士を模した紙でできた人形を台の上に載せ、振動させることで動かし、相撲の取組に似た動きをさせて勝敗を競う遊びである。俗に「とんとん相撲」などとも呼ばれ、古くからある遊びであるが、日本紙相撲協会を中心に行われている徳川式紙相撲は、昭和50年代にブームになるなどした。

## 基本的な遊び方
紙を2つ折りにして90°ほど開くと、倒れることなく立たせることができる。これを利用して、ある程度の厚みを持った画用紙などに力士の絵を描き、切り抜いて折り曲げ、立たせて力士の人形を作る。作った2つの人形を台の上などに置き、その両端をたたいて振動させると、2つの人形は台の上で振動で小刻みに中央へ向け移動していく。やがて2つの人形はぶつかり合い、動きの具合により一方が倒れたり、あるいは台の上にあらかじめ土俵を模して引かれた線を越えたりする。この様子を相撲の取組になぞらえて遊ぶのが基本的な遊び方である。

## 日本紙相撲協会と紙相撲ブーム
1954年、当時17歳の徳川義幸は、紙相撲に使う力士人形の右手部分を高く、左手部分を低くし、足の部分を前に倒れるように作ったものを2つ、あらかじめ互いに支え合うような形で置いて行う紙相撲の方法を考案した。この形で紙相撲を行うと、相撲で言う左四つの体勢になり、変化に富んだ動きをするようになった。徳川は友人らとこの方式の紙相撲力士を制作し合い、おのおのを相撲部屋に見立て、大相撲同様に場所を行い、成績により番付を変化させる遊びを始めた。これは長らく徳川らの仲間内で行なわれるものであったが、1975年、週刊誌で取り上げられたのをきっかけに、多くのメディアで取り上げられるようになった。当時の横綱照の花（11代）の取組はNHKテレビなどで数度生中継され、小学生を中心として多数の紙相撲愛好者を生んだ。ブームは数年で下火になったが、当時紙相撲をはじめた愛好者たちが今なお協会を運営している。
2025年の第165回場所現在の番付では、横綱は春ノ翔（25代）・大神楽（27代）・若ノ嶋（23代）・千代鈴（26代）、西神門（28代）で、大関のいない、「5横綱0大関」（番付表記上は春ノ翔・大神楽が横綱大関）の番付となっている。